# Sunita Narain
Sunita Narain (en hindi: सुनीता नारायण; Nova Delhi, 1961) és una ecologista índia i activista polític defensora d'un desenvolupament sostenible de l'Índia, evitant els errors de països ja desenvolupats.
Narain és la directora de l'institut de recerca Centre for Science and Environment, directora de la Society for Environmental Communications, i editora de la revista quinzenal, Down to Earth.
L'any 2016 la revista Time la va incloure a la llista de les 100 Persones Més Influents.

## Activitats
Narain va començar a treballar amb el Centre for Science and Environment l'any 1982, treballant amb el fundador Anil Agarwal, mentre completava els seus estudis a la Universitat de Delhi. L'any 1985 va co-editar l'informe "L'Estat del Medi Ambient a l'Índia", i va començar estudis sobre la gestió del bosc. Per aquest projecte, va recórrer el país per entendre com la societat gestionava els recursos naturals. L'any 1989 Narain i Anil Agarwal van escriure 'Cap a Pobles Verds' sobre la democràcia local i el desenvolupament sostenible. En els seus anys al Centre, ha estudiat la relació entre l'entorn i el desenvolupament i ha treballat per crear consciència pública sobre la necessitat del desenvolupament sostenible. L'any 2012, va escriure el 7è informe de"L'Estat del Medi Ambient a l'Índia".
Al llarg dels anys, Narain també ha desenvolupat l'administració i sistemes de suport financer que necessitava el Centre, el qual té més de 100 treballadors. Als inicis dels anys 1990s, es va implicar amb assumptes mediambientals globals i hi continua treballant com a investigadora i com a activista. Els seus interessos de recerca són amplis - de la democràcia global, amb un focus especial sobre el canvi climàtic, a la necessitat de democràcia local. Narain és una participant activa en la societat civil, tan a nivell nacional com internacional.
És membre de Consells de diverses organitzacions i comitès governamentals i ha parlat en molts fòrums arreu del món en assumptes del seu interès i expertesa.

## Publicacions i cultura
- 1989, coautora de la publicació Towards Green Villages defensant una democràcia participativa local com la clau per al desenvolupament sostenible.
- 1991, coautora de la publicació Global Warming in an Unequal World: A case of environmental colonialism[4]
- 1992, coautora de Towards a Green World: Should environmental management be built on legal conventions or human rights?
- 1997, en el marc del Kyoto Protocol va treballar en un nombre d'articles i documents sobre assumptes relacionats amb els mecanismes de flexibilitat i la necessitat d'equitat i drets en les negociacions pel clima.
- 1997, sobre la preocupació per la captació d'aigües pluvials, va co-editar el llibre Dying Wisdom: Rise, Fall and Potential of India's Water Harvesting Systems[5]
- 1999, va co-editar State of India’s Environment, The Citizens' Fifth Report
- 2000, va co-editar la publicació Green Politics: Global Environmental Negotiations, el qual mira a l'emergent marc de globalització ecològica i proposa una agenda pel Sud en les negociacions globals.[6]
- 2001, Making Water Everybody’s Business: the practice and policy of water harvesting[7]
- 2016 va aparèixer amb Leonardo DiCaprio en el documental Abans de la Inundació parlant sobre l'impacte del canvi climàtic en el Monsó dins de l'Índia i la seva afectació als pagesos.[8]

## Premis
- 2005, va rebre el Premi Padma Shri pel Govern de l'Índia.[3]
- 2005, el Centre for Science and Environment sota el seu lideratge va rebre el Stockholm Water Prize.[9]
- 2009, doctorat honorari de cièncie per la Universitat de Calcutta.[10]
- 2009, va rebre el Premi Raja-Lakshmi de la Sri Raja-Lakshmi Foundation, Chennai.
- 2016, va ser anomenada per la revista TIME una de les 100 Persones Més Influents.[2]
- 2016, va rebre el premi IAMCR Climate Change Communication Research in Action[11]